# Puccinellia ciliata
Puccinellia ciliata är en gräsart som beskrevs av Norman Loftus Bor. Puccinellia ciliata ingår i släktet saltgrässläktet, och familjen gräs. Inga underarter finns listade i Catalogue of Life.